# Сухов, Дмитрий Петрович
Су́хов Дми́трий Петро́вич  (1867, Москва — 1958, Москва) — русский и советский реставратор и архитектор, исследователь русской архитектуры, профессор, член-корреспондент Всесоюзной Академии архитектуры при ЦИК СССР, главный архитектор-реставратор памятников Московского Кремля, художник, педагог, автор множества графических реконструкций известных памятников архитектуры, защитник историко-культурного наследия России.

## Биография
Родился 1 сентября 1867 года в Москве в семье владельцев мастерской; родители происходили из бывших крепостных крестьян Московской губернии.
В 1891 году окончил Архитектурное отделение МУЖВЗ со званием классного художника архитектуры и начал работать помощником С. У. Соловьёва (Соловьёв был женат на сестре Сухова) на реконструкции здания Строгановского училища (ул. Рождественка, 11).
С 1892 года преподавал композицию и акварель в Строгановском училище.

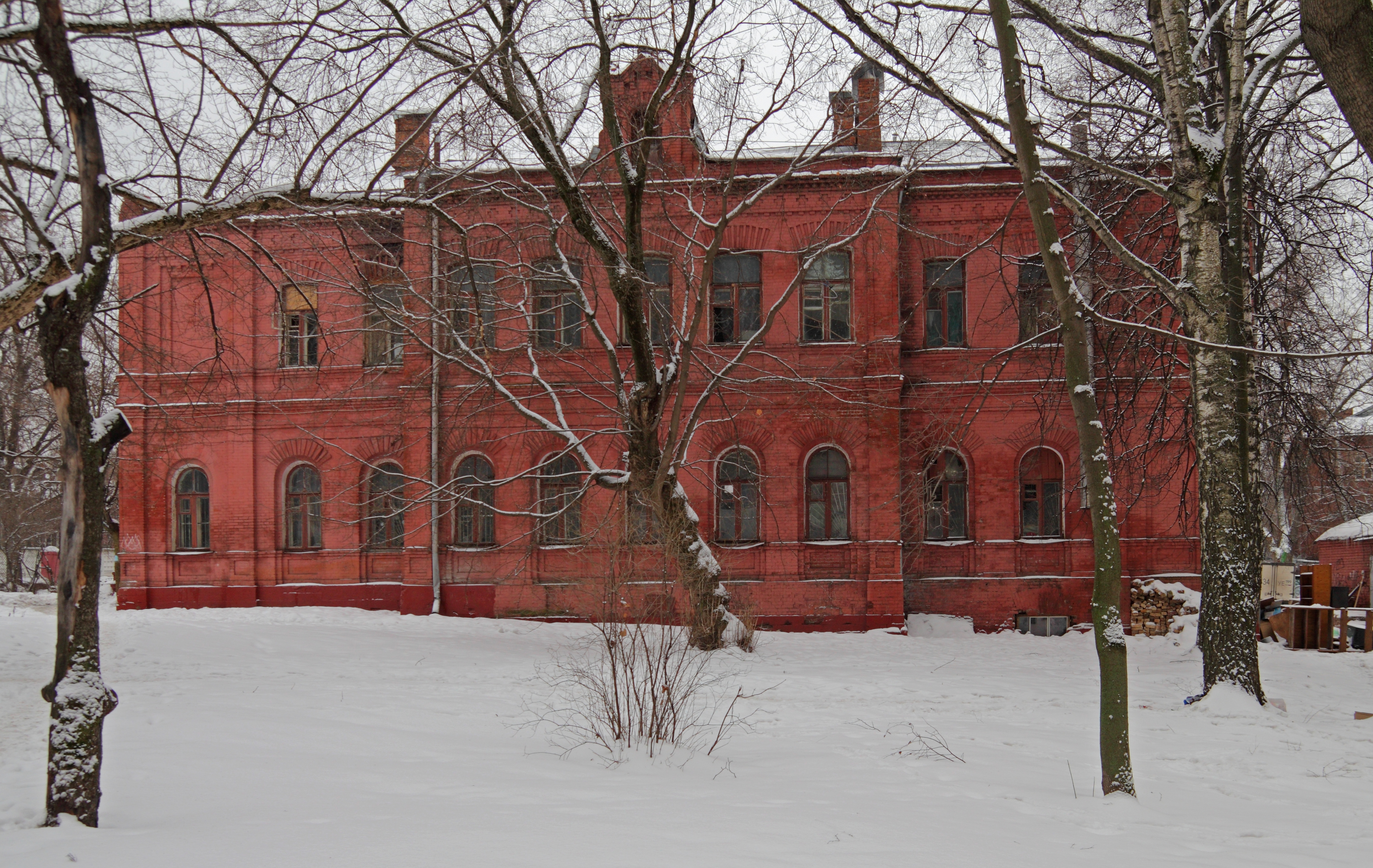
Здание директора Товарищества суконной мануфактуры «Иокиш» около усадьбы Михалково
(Москва, Михалковская улица)

В 1897—1907 годах работал архитектором Московского уездного земства. С 1897 по 1900 работал на строительстве Ходынских (Николаевских) казарм (ныне — улица Поликарпова, № 19—21). В 1900—1908 годах выстроил производственные корпуса и рабочие казармы на фабрике В. И. Иокиша (Михалковская улица, 46), особняк В. И. Иокиша (Михалковская улица, 42). Объект культурного наследия регионального значения В 1913 году — особняк на пл. Журавлёва, 12; ряд небольших жилых домов.
С 1905 года — действительный член Московского археологического общества. В 1910 году участвовал в создании женских строительных курсов.
С 1918 года — член только что созданной Коллегии по делам музеев, охране памятников искусства и старины.
«В личности Сухова органически соединялись качества ученого и художника. Его акварели имеют самостоятельную художественную ценность. Он выставлял свои живописные работы как художник-пейзажист в Московском обществе художников в первые годы своей архитектурной деятельности. Две большие выставки акварелей — рисунки и реконструкции древних зданий, архитектурные композиции, эскизы театральных декораций — состоялись в Москве в 1958 и 1980 годах.

Вместе с тем рисунок и живопись в работах Сухова подчинены предмету реставрации. Его архитектурные композиции — это рисунки-гипотезы, связанные с исследованием того или иного памятника. В них прослеживаются такие темы, как истоки русского искусства, зодчества Москвы, история постройки Собора Василия Блаженного, памятников Крыма, Киева, Новгорода, к которым он возвращается постоянно. Его рисунки объединяют разновременные произведения Сухова и выявляют главные направления его изысканий. Порой богатые идеями акварели Сухова реализуют высказанную им мысль о правомерности существования научной фантазии как одного из приемов реконструкции облика древних сооружений. Выполненные на основе ограниченных археологических и летописных данных, они играют роль модели исчезнувшего памятника, не дающей, по мнению Сухова, ни единственного, ни окончательного решения: на основании тех же фактов у других ученых могут возникнуть иные реконструкции, и именно это в конечном счете приблизит представление о памятнике к его истинному облику».

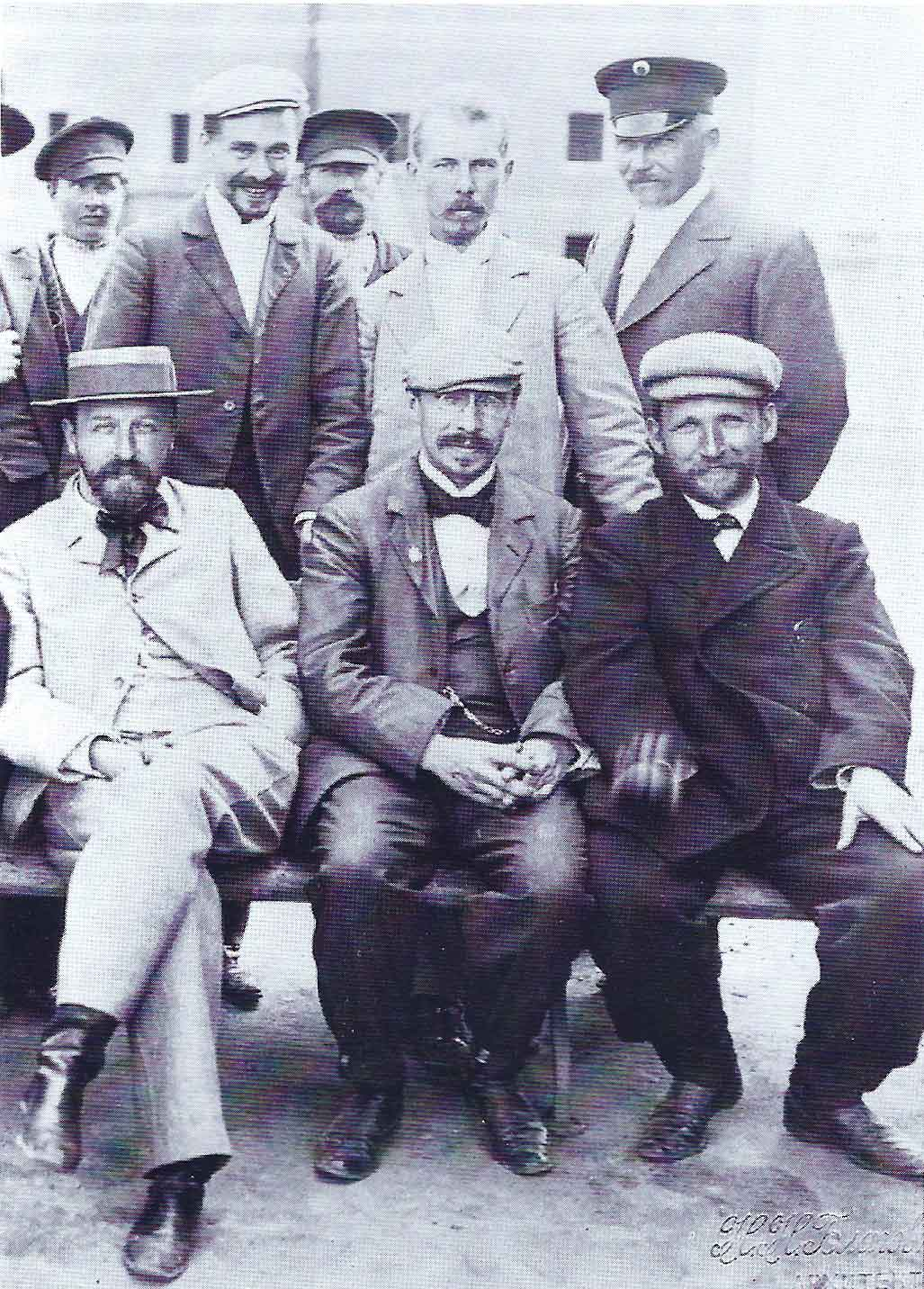
Д. П. Сухов (сидит справа) с коллегами С. У. Соловьёвым (сидит слева) и Н. Н. Благовещенским (в центре). Фото начала XX века

С 1923 по 1933 годы — главный архитектор-реставратор памятников Московского Кремля. При его активном участии реставрировались башни Московского Кремля и Успенский собор, Крутицкий теремок, Сухарева башня (уничтожена), Церковь Вознесения в Коломенском, Церковь Косьмы и Дамиана в Старых Панех, опекал Сретенский монастырь и другие. В 1923—1929 годах древний Храм Рождества Пресвятой Богородицы в Московском Кремле был изучен и реставрирован Д. П. Суховым и Н. Н. Померанцевым в его древней части. В 1949—1952 годах была проведена капитальная реставрация.
В 1920-х годах исследовал и провёл реконструкцию церкви Гребневской Божией Матери (на Лубянке, уничтожена); с первых дней вместе с П. Д. Барановским, А. В. Щусевым занимался научной реставрацией Троице-Сергиевой Лавры, что позволило в 1940 году объявить весь комплекс памятников архитектурным заповедником; возглавив комиссию, определил задачи и руководил работами по ремонту-реставрации Феодосийской мечети XII века после землетрясения 1927 года в Крыму.

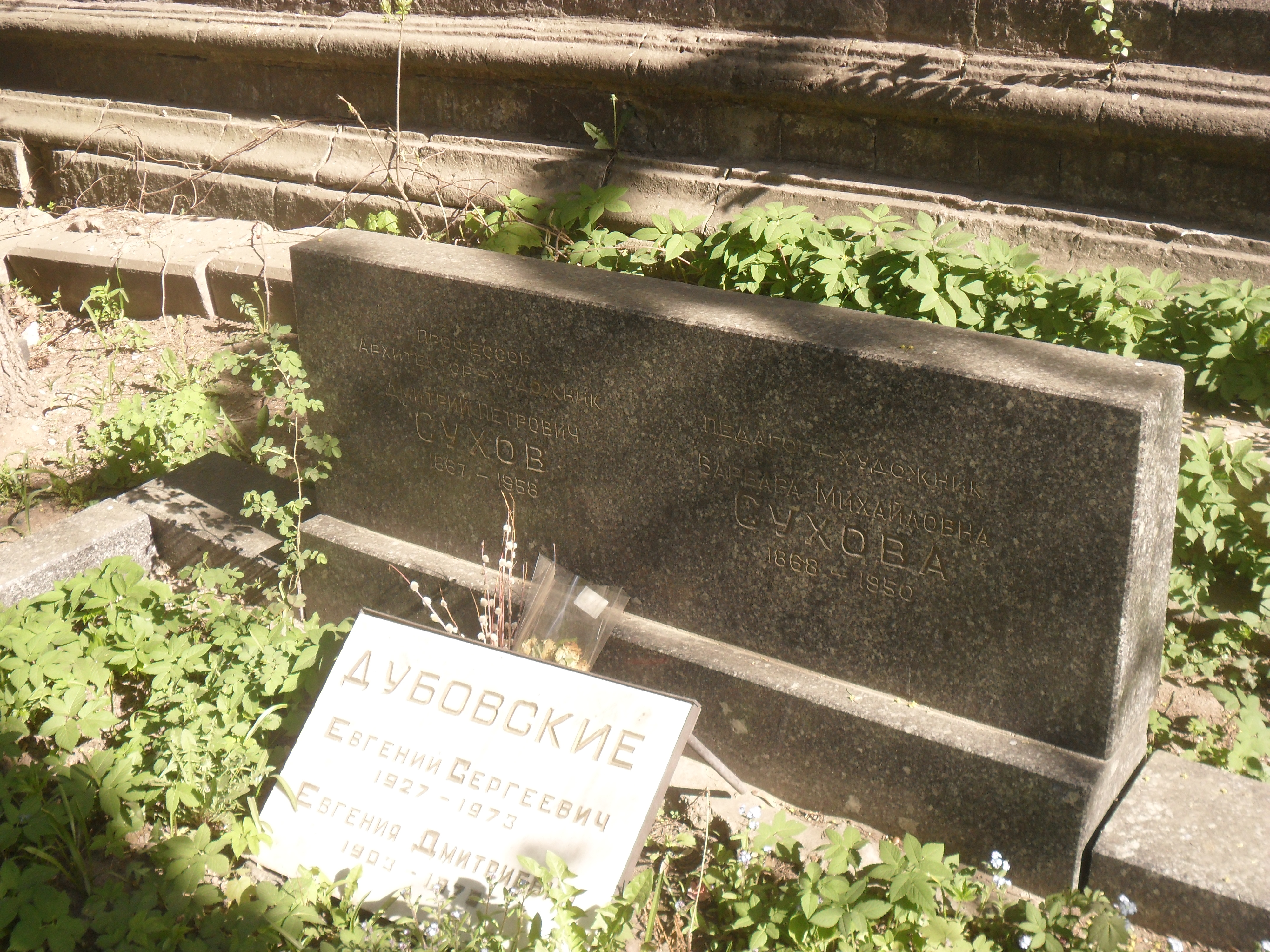
Могила Сухова на Новодевичьем кладбище Москвы.

В 1930-х годах принимал участие в спасении церквей Иоанна Богослова на Бронной и Покрова в Филях. Возглавил комиссию по изучению и сохранению древних зданий Болгарского Городища
Более сорока лет посвятил Д. П. Сухов восстановлению облика Храм Василия Блаженного. Он считал, что «Покровский Собор — такое же высокое произведение русского гения, как „Слово о полку Игореве“ или как живопись Андрея Рублева».
Во годы Великой Отечественной войны по его инициативе и под его непосредственным руководством были разработаны практические мероприятия по охране памятников архитектуры от воздушных налётов. Был членом Комиссии по охране памятников Комитета по делам искусств при СНК СССР. Осенью[1941 года Комиссия по охране памятников архитектуры Академии Архитектуры СССР, руководимая профессором Д. П. Суховым, произвела защитный обмер и изучение древнего Храма Трифона в Напрудном и приняла меры к консервации «раскрытого» памятника. Выступал консультантом при разработке планов восстановления разрушенных городов.

«Сам памятник архитектуры должен составлять план реставрационных работ, он же должен вести и работы. Бойся всякого насилия над ним, не навязывай ему своих мыслей и желаний. Заставь говорить памятник, пусть он расскажет о своих нуждах. В процессе реставрационных работ продолжай слушать его голос. Не пророни ни слова, помни, что самые ценные сведения ты получишь именно во время реставрационных работ, когда сможешь проникнуть в глубь стен, разобрать поздние закладки, заглянуть в фундаменты. Если сам памятник будет главным твоим советчиком, то ты его не загубишь и не исказишь» (Дмитрий Сухов)

«Помни одно, между исследователем и памятником должен возникнуть контакт, тогда ты разгадаешь его тайны, между тобой и древним зодчим-строителем должен завязаться живой разговор. Научись ставить вопросы, а памятник будет отвечать. Учись слушать „голос“ храма. Вопросы должны быть четки, а ухо — чутко» (Дмитрий Сухов)

Один из авторов учебника по истории архитектуры, руководил иллюстративной частью. Выступал консультантом по декорациям постановок опер Глинки и Римского-Корсакова.
Умер 24 декабря 1958 года в Москве. Похоронен на Новодевичьем кладбище.
В 1980 году в Музее архитектуры имени Щусева состоялась выставка рисунков Д. П. Сухова.